# Makedonische Biene

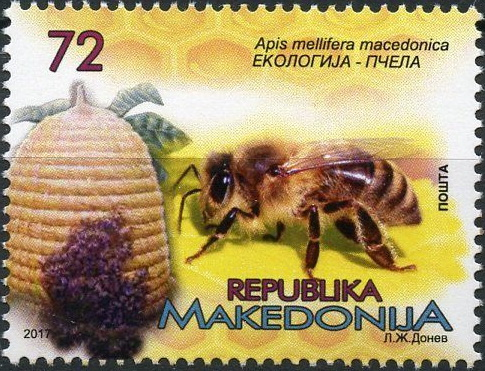
Briefmarke mit Abbildung der Makedonischen Biene

Die Makedonische Biene (Apis mellifera macedonica, auch Mazedonische Biene) ist eine Unterart der Honigbiene aus Nordgriechenland (u. a. Athos) und der östlichen Balkanhalbinsel. Sie wurde erst im Jahr 1988 als eigenständige Unterart innerhalb der Carnicagruppe anerkannt, was in den letzten Jahren auch durch entsprechende genetische Untersuchungen bestätigt wurde.

## Morphologie und Verhalten
Apis mellifera macedonica ähnelt vom Aussehen der Kärntner Biene (A. m. carnica), ist aber vom Verhalten an die heimatlichen Temperaturen mit milden Wintern angepasst. Die Gestalt ist mittelgroß und schlank. Die Panzerfarbe des Hinterleibes der Arbeiterinnen ist dunkel.
Die Buckfastbiene wurde u. a. aus der Makedonischen Biene gezüchtet.